# Hörsching
Hörsching è un comune austriaco di 6 021 abitanti nel distretto di Linz-Land, in Alta Austria; ha lo status di comune mercato (Marktgemeinde).